# Thurakunu
Thuraakunu är en ö i Maldiverna. Den ligger i den norra delen av landet, 330 km norr om huvudstaden Malé. Geografiskt är den en del av Ihavandhippolhu atoll, men tillhör administrativt Haa Alif.
Savannklimat råder i trakten. Årsmedeltemperaturen i trakten är 25 °C. Den varmaste månaden är mars, då medeltemperaturen är 26 °C, och den kallaste är januari, med 26 °C. Genomsnittlig årsnederbörd är 1 625 millimeter. Den regnigaste månaden är oktober, med i genomsnitt 268 mm nederbörd, och den torraste är februari, med 31 mm nederbörd.